# Mahrang Baloch
Mahrang Baloch (1993) es una activista de derechos humanos paquistaní que lucha contra las presuntas desapariciones forzadas, ejecuciones extrajudiciales y otros abusos de los derechos humanos en la región de Baluchistán. Mahrang dirige el Comité Baluchi Yakjehti ("Comité de Unidad Baluchi", BYC), un movimiento de derechos humanos con sede en Baluchistán. El 28 de julio de 2024, participó en el Baloch Raji Muchi ("Encuentro Nacional Baloch") en Gwadar, un evento destinado a unir a la población de la región contra estos abusos.

## Trayectoria
Mahrang nació en 1993 en una familia baluchi. Su padre, Abdul Gaffar Langove, fue un activista que alzó su voz contra las violaciones de los derechos humanos en Pakistán. El 12 de diciembre de 2009, su padre fue secuestrado por las fuerzas armadas paquistaníes cuando se dirigía al hospital de Karachi, pero más tarde fue liberado. Con 16 años, Mahlang comenzó a protestar enérgicamente por el secuestro y se hizo conocida en el movimiento de resistencia estudiantil. En julio de 2011, su padre fue secuestrado nuevamente y encontrado muerto con signos de tortura.
Su hermano fue secuestrado por el Servicio de Inteligencia Interservicios (ISI) en diciembre de 2017 y posteriormente liberado. Desde entonces, ella ha sido una de las figuras más destacadas del movimiento de resistencia baluchi. Además, ha protestado por la extracción de recursos naturales de Baluchistán por parte del gobierno. En 2020, encabezó un grupo de estudiantes que protestaban contra la propuesta de eliminar el sistema de cuotas en el Bolan Medical College, que reserva plazas para estudiantes de medicina de zonas remotas de la provincia. Como resultado de las protestas, el cambio de política propuesto fue cancelado.
La Larga Marcha por Baluchistán fue un movimiento de protesta liderado por Baloch y otras mujeres activistas baluchis del BYC, que viajaron desde Turbat a Islamabad para protestar contra las violaciones de los derechos humanos y las desapariciones forzadas en Baluchistán. Según el BYC, los manifestantes fueron secuestrados por el ISI y detenidos por la policía de Islamabad. Posteriormente, se aprobó una fianza que dio como resultado la liberación de algunos participantes, aunque muchos estaban desaparecidos según informes de los medios y abogados.
En 2024, se le prohibió viajar a la ciudad de Nueva York para un evento de la revista estadounidense Time tras haber sido nombrada una de las 100 líderes emergentes más influyentes del año,  y tuvo que soportar acoso en el aeropuerto de Islamabad. Mientras regresaba a casa con Sammi Baloch, fue acosada nuevamente por funcionarios de la FIA y agentes vestidos de civil le confiscaron el pasaporte y el teléfono móvil, intentando secuestrarlos. Según su abogado, se descubrió que el Gobierno de Pakistán la había incluido en la Lista de Identidad Nacional de Pakistán (PNIL), un registro de personas sospechosas de estar implicadas en actividades delictivas como terrorismo, lavado de dinero y fraude, apenas unos días después de que apareciera en la lista de Time el 3 de octubre. En respuesta, la Comisión de Derechos Humanos de Pakistán pidió libertad de movimiento para Mahrang, mientras que la Relatora Especial de la ONU sobre los Defensores de los Derechos Humanos, Mary Lawlor, expresó su profunda preocupación en las redes sociales por el incidente, citando informes de "acoso, intimidación y malos tratos".
El 11 de octubre de 2024, pocos días después de que a Baloch se le prohibiera viajar al extranjero, un empresario local presentó una causa antiterrorista en su contra en el distrito Malir de Qaidabad. El denunciante en el primer informe de información (FIR) acusó a Mahrang de "incitar a la violencia en su zona" a pesar de que el oficial de la comisaría de Quaidabad (SHO) no pudo confirmar ninguna de esas actividades por parte de Baloch y sus colegas. Baloch desestimó los cargos como inventados, atribuyó el caso a "la incomodidad del estado con su activismo", y afirmó que estos FIR tienen como objetivo intimidar a quienes participan en su lucha colectiva.

### Apoyo internacional
Baloch obtuvo el apoyo internacional de figuras prominentes, como la activista climática Greta Thunberg o la Premio Nobel de la Paz Malala Yousafzai. Estas muestras de apoyo se produjeron durante la marcha de Turbat a Islamabad, cuando las mujeres baluchis se enfrentaron a una intensa represión por parte de las fuerzas estatales.

## Reconocimientos
En octubre de 2024, la revista Time nombró a Mahrang como una de las 100 líderes emergentes más influyentes del año, reconociendo su extraordinario coraje al oponerse a la opresión estatal y su incansable defensa contra las desapariciones forzadas y las violaciones de los derechos humanos en Baluchistán. En diciembre del mismo año, fue incluida en la lista de las 100 mujeres más influyentes del mundo de la BBC.